# Cantone di Villeneuve-la-Garenne
Il Cantone di Villeneuve-la-Garenne era una divisione amministrativa dell'arrondissement di Nanterre.
A seguito della riforma approvata con decreto del 26 febbraio 2014, che ha avuto attuazione dopo le elezioni dipartimentali del 2015, è stato soppresso.

## Composizione
Comprendeva il solo comune di Villeneuve-la-Garenne.